# Ton Wiggers
Ton Wiggers (Arnhem, 1947) is een Nederlands choreograaf en, samen met zijn toenmalige levenspartner Hans Focking, de oprichter van Studio L.P., de voorloper van Introdans. Tussen 1971 en 2005 was Wiggers artistiek directeur van dit Arnhemse gezelschap, tussen 1989 en 2005 samen met Roel Voorintholt. In 2005 nam Voortinholt de artistieke leiding van Introdans over.
Wiggers maakte ruim vijftig choreografieën voor Introdans. Hij werd middels diverse onderscheidingen erkend om zijn bijdrage aan Introdans, waarmee hij Oost-Nederland een professioneel dansgezelschap gaf.

## Prijzen en onderscheidingen
- 1996 - Ridder in de Orde van de Nederlandse Leeuw
- 2005 - Arnhem-Lorentz Penning
- 2012 - Zilveren Stadspenning van de gemeente Arnhem[2]
- 2016 - Jiří Kylián Ring (samen met Roel Voorintholt)
- 2022 - Gouden Erepenning van de Provincie Gelderland[1]
- 2022 - Eremedaille voor Kunst en Wetenschap van de Huisorde van Oranje[3]
- 2022 - Gouden Stadspenning Arnhem[3]